# Кастелинуца (Фиренца)
Кастелинуца је насеље у Италији у округу Фиренца, региону Тоскана.
Према процени из 2011. у насељу је живело 20 становника. Насеље се налази на надморској висини од 502 м.